# Héctor E. Anzorena
Héctor Enrique Anzorena (San Rafael, 17 de marzo de 1940-16 de julio de 2001) fue un cantante y compositor de música folklórica de Argentina, con registro de barítono. Integró el grupo Los Trovadores desde 1964, reemplazando a Bernardo Rubin, permaneciendo hasta 1975. Ejerció además su profesión de médico obstetra en Mendoza.

## Trayectoria
Los Trovadores del Norte aparecieron en Rosario a fines de 1956 como conjunto nativo orquestal-coral integrado por numerosos miembros, a iniciativa de Bernardo Rubin y su hermano. En 1959 el grupo adoptó la forma de un quinteto vocal integrado por Bernardo Rubin, Francisco Romero, Carlos José Pino, Enrique Garea y Yolanda Pedernera, que participa en el 7º Encuentro Mundial de Juventudes por la Paz, realizado en Viena.
Al regresar y ya en 1960, Garea y Pedernera se retiraron del grupo e ingresaron Sergio José Ferrer y Eduardo Gómez. Con esta formación Los Trovadores del Norte grabaron tres álbumes y obtuvieron en 1963 el Premio Revelación en el Festival de Cosquín con el rasguido doble "Puente Pexoa", su primer éxito.
Pero en 1964 el grupo se separó, quedando Rubin con la propiedad del nombre Los Trovadores del Norte, mientras que el resto de los miembros continuaron bajo el nombre de Los Trovadores. Anzorena se incorporó al grupo en ese momento reemplazando a Rubin, para permanecer hasta 1975, siendo a su vez reemplazado por Ramón Catramboni.
En 1997, junto con otros tres de los cinco integrantes de 1964 (Sergio Ferrer, Carlos Pino y Eduardo Gómez), a los que se sumó Eduardo Impellizieri en reemplazo de Romero, reconstituyeron la formación inicial con el nombre de Los Originales Trovadores. Infortunadamente ese año falleció Ferrer y luego él mismo.

## Obra

### Álbumes

#### Con Los Trovadores
1. Los Auténticos Trovadores, como Los Auténticos Trovadores, CBS, 1966
2. Incomparables!!!, como Los Trovadores, CBS, 1967
3. Los oficios del Pedro Changa con Armando Tejada Gómez, CBS, 1967.
4. Los Trovadores, CBS, 1968
5. Música en folklore, CBS, 1969
6. Cuando tenga la tierra, CBS, 1972
7. Las voces de los pájaros de Hiroshima, CBS, 1975
8. El regreso del canto, como Los Originales Trovadores, Melopea, 1998